# Gabriel Hernán Rojas
Gabriel Hernán Rojas (Almirante Brown, Buenos Aires, Argentina; 22 de junio de 1997) es un futbolista argentino que juega de lateral izquierdo. Su equipo actual es Racing Club de la Primera División de Argentina.

## Trayectoria

### San Lorenzo de Almagro
Rojas, surgido de las divisiones inferiores del Club Atlético San Lorenzo de Almagro, logró los títulos de séptima división en 2013 y en 2015 conseguiría el título de la división reserva, torneo que San Lorenzo no conseguía desde 1999.
En 2015 ganó el premio al mejor jugador formativo, recibiendo una distinción en la celebración anual que suele organizar la Asociación del Fútbol Argentino.
El 10 de agosto de 2016, se le comunica que el entrenador Diego Aguirre lo tendrá en cuenta para afrontar la nueva temporada. Ante la supuesta salida de lateral izquierdo titular del plantel, Emanuel Mas, decidieron prevenir y ascenderlo a entrenar con la primera. En 2017 se asentó como uno de los jugadores titulares del equipo.

### Peñarol
A mitad del año 2019, se confirma en calidad de préstamo, su fichaje por el Club Atlético Peñarol, de la Primera división del Fútbol uruguayo. El 27 de julio de ese año, debuta en Peñarol siendo titular en la victoria 2 a 0 ante Danubio en el Campeón del Siglo.

### Querétaro
A mitad del año 2022, se confirma su salida del Club Atlético San Lorenzo de Almagro de forma libre para irse al Querétaro Fútbol Club de la Primera División de México.

### Racing Club
El 2 de febrero de 2023, se confirma su pase al Racing Club de Avellaneda de la Liga Argentina. Su debut se produjo el 12 de febrero en un partido contra Club Atlético Tigre. Su primer gol con la camiseta académica sería ante San Martín de Formosa por los treintaidosavos de final de la Copa Argentina. El 23 de noviembre de 2024 obtiene su primer título como futbolista profesional al ganar la Copa Sudamericana 2024.

## Selección nacional
En la temporada 2013, también tuvo la posibilidad de participar en la Copa Esperanza organizada por Colo Colo de Chile y, por sus buenas actuaciones, fue tentado por la selección nacional del país trasandino gracias a un vínculo familiar que tiene el jugador (sus padres son argentinos pero uno de sus tíos paternos nació en Chile). Sin embargo priorizó el amor por su país y como premio tuvo la posibilidad de integrar el  seleccionado nacional sub-20 que compitió en el Torneo de L’Alcudia 2016, en donde logró llegar hasta la final.

## Clubes

### Estadísticas
- Actualizado al último partido disputado el 19 de Agosto de 2025.

| Club                        | Div.          | Temporada     | Liga  | Liga  | Copas nacionales | Copas nacionales | Copas internacionales | Copas internacionales | Total | Total |
| Club                        | Div.          | Temporada     | Part. | Goles | Part.            | Goles            | Part.                 | Goles                 | Part. | Goles |
| --------------------------- | ------------- | ------------- | ----- | ----- | ---------------- | ---------------- | --------------------- | --------------------- | ----- | ----- |
| C. A. San Lorenzo Argentina |               |               |       |       |                  |                  |                       |                       |       |       |
| 1.ª                         | 2016-17       | 13            | 0     | 1     | 0                | 4                | 0                     | 18                    | 0     |       |
| 1.ª                         | 2017-18       | 17            | 0     | 2     | 0                | 6                | 0                     | 25                    | 0     |       |
| 1.ª                         | 2018-19       | 11            | 0     | 2     | 0                | 3                | 0                     | 16                    | 0     |       |
| Total club                  | Total club    | 41            | 0     | 5     | 0                | 13               | 0                     | 59                    | 0     |       |
| C. A. Peñarol · Uruguay     |               |               |       |       |                  |                  |                       |                       |       |       |
| 1.ª                         | 2019          | 19            | 0     | —     | —                | —                | —                     | 19                    | 0     |       |
| 1.ª                         | 2020          | 2             | 0     | —     | —                | 2                | 0                     | 4                     | 0     |       |
| Total club                  | Total club    | 21            | 0     | —     | —                | 2                | 0                     | 23                    | 0     |       |
| C. A. San Lorenzo Argentina | 1.ª           | 2020          | —     | —     | 5                | 0                | —                     | —                     | 5     | 0     |
| C. A. San Lorenzo Argentina | 1.ª           | 2021          | 11    | 0     | 8                | 1                | 5                     | 0                     | 24    | 1     |
| C. A. San Lorenzo Argentina | 1.ª           | 2022          | 6     | 0     | —                | —                | —                     | —                     | 6     | 0     |
| C. A. San Lorenzo Argentina | Total club    | Total club    | 17    | 0     | 13               | 1                | 5                     | 0                     | 35    | 1     |
| Querétaro F. C. México      | 1.ª           | 2022-23       | 19    | 0     | —                | —                | —                     | —                     | 19    | 0     |
| Querétaro F. C. México      | Total club    | Total club    | 19    | 0     | —                | —                | —                     | —                     | 19    | 0     |
| Racing Club Argentina       | 1.ª           | 2023          | 16    | 1     | 15               | 1                | 10                    | 1                     | 41    | 3     |
| Racing Club Argentina       | 1.ª           | 2024          | 19    | 1     | 13               | 0                | 10                    | 0                     | 42    | 1     |
| Racing Club Argentina       | 1.ª           | 2025          | 16    | 0     | 2                | 0                | 9                     | 0                     | 27    | 0     |
| Racing Club Argentina       | Total club    | Total club    | 51    | 2     | 30               | 1                | 29                    | 1                     | 110   | 4     |
| Total carrera               | Total carrera | Total carrera | 149   | 2     | 48               | 2                | 49                    | 1                     | 246   | 5     |

## Palmarés

### Torneos internacionales
| Título              | Equipo      | Sede           | Año  |
| ------------------- | ----------- | -------------- | ---- |
| Copa Sudamericana   | Racing Club | Asunción       | 2024 |
| Recopa Sudamericana | Racing Club | Rio de Janeiro | 2025 |